# لوبومیر توپتا
لوبومیر توپتا (انگلیسی: Ľubomír Tupta؛ زادهٔ ۲۷ مارس ۱۹۹۸) بازیکن فوتبال اهل اسلواکی است.
از باشگاه‌هایی که در آن بازی کرده‌است می‌توان به باشگاه فوتبال هلاس ورونا اشاره کرد.
وی همچنین در تیم‌های ملی فوتبال زیر ۱۷ سال اسلواکی، زیر ۲۱ سال اسلواکی و اسلواکی بازی کرده‌است.